# 东宋乡
东宋乡是中国河南省洛阳市洛宁县下辖的一个乡。

## 行政区划
东宋乡下辖：东宋村、西村、丈庄村、祁家沟村、牛庄村、么沟村、周村、贾窑村、大宋村、小宋村、方里村、西午村、流峪村、马村、郭村、聂坟村、柏原村、杨树洼村、王庄村、官东村、官西村、官南村、丁寨村、罗洼村、陕庄村、下河堤村、宅延村、中河堤村、北旧县村、上宋窑村、王岭村、下宋窑村、上河堤村、照册村、河沟村、庙下村、南旧县村。